# Julien Chorier
Pour les articles homonymes, voir Chorier.
Julien Chorier, né le 16 octobre 1980, est un coureur de fond français, spécialisé dans le trail et l'ultra-trail. Originaire de l'Isère, il vit à présent en Savoie à Saint-Thibaud-de-Couz. Il est licencié depuis le 1er septembre 2010 à "Coureurs du Monde en Isère" (CMI).

## Éléments biographiques
Ingénieur bâtiment depuis 2003, Doctorat en Génie Civil et Sciences de l’Habitat sur « le diagnostic et l’évaluation des risques incendie d’une construction et de sa mise en sécurité » Soutenance en février 2007.

## Résultats
Résultats 2017
- 10e du Hong Kong 100 en 10 h 44 min (janvier, 100 km, Hong Kong, Chine)
- 2e du Be Run Duo en 3 h 28 min (mai, 40 km, Aix-Les-Bains - Annecy, France)
- 1er du Trail de Haute Provence (mai, 45 km, Forcalquier, France)
- 10e du Lavaredo Ultra Trail en 13 h 45 min (juin, 123 km, Cortina d'Ampezo, Italie)
- 63e de l'Ironman France Nice en 10 h 22 min 36 s (juillet, 3,8 km de natation, 180 km de vélo, 42,2 km de course à pied, Nice, France)
- 5e du VT Speed 3200 en 49 min 54 s (aout, 4,3 km, Val Thorens, France)
- 1er du VT Trail Pursuit 30 km en 2 h 40 min 57 s (aout, 30 km, Val Thorens, France)
- 17e de l'Ultra Trail du Mont-Blanc (septembre, 170 km, Courmayeur - Champex - Chamonix, France)

Résultats 2016
- 7e de la Transgrancanaria en 14 h 24 min 59 s (mars, 125 km, Grande Canarie, Espagne)
- 77e du Semi Ironman du Pays d'Aix en 3 h 57 min 50 s (janvier, 90 km de vélo, 21,1 km de course à pied, Aix en Provence, France)
- 17e de la course sur route Grenoble Vizille en 1 h 20 min 53 s (avril, 22,04 km, Grenoble, France)
- 1er du trail Interlac en 8 h 01 min 03 s (mai, 80 km, Aix les Bains-Annecy, France)
- 116e de l'Ironman France Nice en 9 h 50 min 05 s (mai, 3,8 km de natation, 180 km de vélo, 42,2 km de course à pied, Nice, France)
- 2e du VT pursuit en 1 h 00 min 32 s (aout, 12 km, Val Thorens, France)
- 4e du KV de l'UT4M en 40 min 57 s (aout, 3 km, Grenoble, France)
- 8e de l'Utra Trail du Mont Blanc en 23 h 13 min 34 s (août, 170 km, Courmayeur-Champex-Chamonix, France)
- 1er du Madeira Island Ultra Trail en 8 h 38 min 31 s (octobre, 80 km, Funchal, Portugal)

Résultats 2015
- Vainqueur du kilomètre vertical de l'UT4M en 38 min 50 s (août, 3 km, 1 000 m de D+, France)
- Vainqueur de l'Ecotrail Funchal Madeira (octobre, 40 km, 2 300 m de D+, Funchal, Portugal)
- 2e de l'Ultra Trail de l'Atlas Toubkal (UTAT 2015, 105 km, 6 500 m D+, Maroc)
- 3e de l'Hong-Kong Oxfam Trailwalker (novembre, 100 km, 4 010 m de D+, Hong-Kong)
- 4e avec le team Hoka à l'Interlac Trail (juillet, 77 km, 3 500 m de D+, France)
- 6e de la Western States 100 Run Endurance (juin, 160,9 km, 5 500 m de D+, California, USA)
- 7e du kilomètre vertical de Val Thorens en 45 min 56 s (août, 4,3 km, 1 000 m de D+, Saint Martin de Belleville, France)
- 8e de The NorthFace 100 Australia (mai, 100 km, 4 308 m de D+, Katumba, Australie)

Résultats 2014
- Vainqueur du Madeira Island Ultra Trail (avril, 115 km, 6 800 m D+ à Madère, Portugal)
- 2e à la Transgrancanaria (mars, 125 km, 8 000 m D+ à Gran Canaria, Espagne)
- 2e à la Hardrock 100 (juillet, 100,5 miles, 10 400 m de D+ à San Juan Range, Colorado, USA)

Résultats 2013
- Vainqueur de la Ronda dels Cimes (juin, 178 km – 13 020 m D+ en Andorre)
- Vainqueur du trail de l'ours
- 2e de l’Ultra-Trail Mt.Fuji (mai, 160 km – 8 530 m D+ au Japon)
- 6e de l'UTMB (août, 165 km - 9 500 m D+)

Résultats 2012
- Vainqueur du Zugspitz Ultratrail (juin, 100 km, 5 420 m D+ en Allemagne)
- Vainqueur de l’Ultra-Trail Mt.Fuji (mai, 156 km, 8 530 m D+ au Japon)
- Vainqueur du Trail des Collines (mars, 35 km, 1 700 m D+)
- Vainqueur du Hong Kong Oxfam Trailwalker avec le team Salomon (novembre, 100 km, 4 700 m D+)
- Vainqueur de la Grésylienne (septembre, 16,1 km, 350 m D+)
- 2e du trail du Malpassant (mai, 26 km, 1 300 m D+)
- 2e du trail des Citadelles (avril, 73 km, 3 600 m D+)

Résultats 2011
- Vainqueur du Grand Raid de la Réunion (octobre, 162 km, 9 656 m D+)
- Vainqueur de l'Hardrock 100 de Silverston dans le Colorado (juillet, 161 km, 10 360 m D+)
- Vainqueur de l’Ultra-Technitrail de Tiranges (mai, 80 km, 4 300 m D+)
- 2e du Signes Trail Méounes-Belgentiere (avril, 2 x 46 km, 4 700 m D+)
- 3e de la Maxi-Race du Lac d'Annecy (mai, 78 km, 4 400 m D+)
- 3e avec Philipp Reiter de la Gore-Tex Transalpine Run (septembre, 8 étapes, 273,3 km, 15 436 m D+)

Résultats 2010
- Vainqueur du Trail des Croque chemins en Auvergne (avril, 30 km, 1 600 m D+)
- Vainqueur du Trail de l'Ardéchois (mai, 57 km, 2 450 m D+)
- Vainqueur du Grand Raid 73 - Petit Savoyard (fin mai, 23 km, 1 450 m D+)
- Vainqueur de l'Andorra Ultra Trail Vallnord (juin, 112 km, 9 700 m D+)
- 4e de l'UTMB (août, 95 km, 5 000 m D+)
- 2e de la Transmartinique (décembre, 140 km, 6 000 m D+)

Résultats 2009
- Vainqueur des Drayes blanches dans le Vercors (février)
- 2e au Trail du Ventoux (mars)
- 3e au Trail de l'Ardéchois (mai)
- Vainqueur des Drayes du Vercors (juin)
- 6e Merrell SkyRace à Serre-Chevalier (juillet)
- Vainqueur du Grand Raid de la Réunion (octobre, 150 km, 9 000 m D+)

Résultats 2008
- Vainqueur au Trail des Lacs de Chevelu (avril)
- 2e Grand Raid 73 (mai)
- 3e à l'UTMB (août)
- 3e au Trail du Ventoux (mars)
- 4e Merrell SkyRace à Serre-Chevalier (juillet)
- 5e au Trail Blanc de Serre-Chevalier (janvier)
- 17e Raid VTT Valence Gap (avril 2008, 170 km, 5 500 m D+)
- 19e au Grand Raid de la Réunion (octobre)

Résultats 2007
- Vainqueur au Trail des Lacs de Chevelu (avril 2007)
- Vainqueur au Cross de Quaix (mai 2007)
- Vainqueur de la rando TGV (juillet 2007)
- Vainqueur de l’UTMB (CCC) ; Courmayeur, Champex, Chamonix (août 2007)
- Vainqueur de la Montée de la Bastille (octobre 2007)
- Marathon de Venise (2 h 40 min 53 s, le 28 octobre 2007)
- Vainqueur de la Corrida d’Armande (décembre 2007)
- 2e au 10 km de Grignon (33 h 43 min) (avril 2007)
- 3e au 10 km de Bourgoin-Jallieu (33 h 52 min) (mars 2007)
- 3e au Grand Raid 73, Le Petit Savoyard (mai 2007)

Résultats 2006
- 3e à la Gresylienne (octobre 2006)
- 4e au Trail du Bugey (septembre 2006)
- 7e à la Saintélyon (décembre 2006)

Avant 2006
- Cycliste de niveau National licencié à Chambéry Cyclisme Compétition.
- Champion Rhône Alpes sur route en 2004.
- 1re étape du tour de la Drôme 2004.
- Vainqueur de nombreuses courses régionales et cyclosportives (La Préalpes, Coironnaise, la Laurent Jalabert, Vaujany, Étapes Beaujolaise, trois Cols, Ventoux Beaume de Venise…)